# St. Trinitatis (Wasungen)

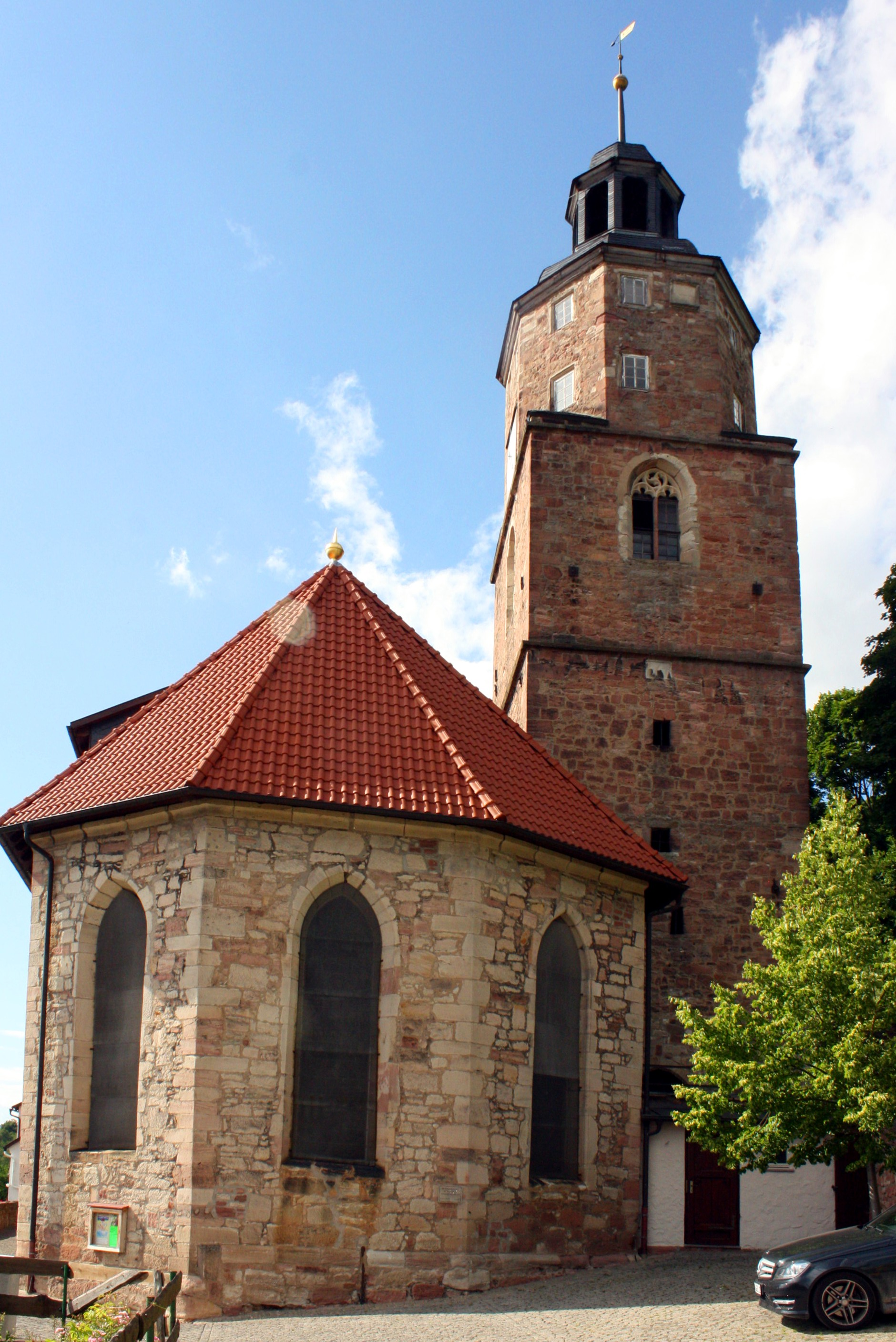
St. Trinitatis

Die evangelisch-lutherische denkmalgeschützte Kirche St. Trinitatis steht in Wasungen, einer Stadt im Landkreis Schmalkalden-Meiningen in Thüringen.
Die Kirchengemeinde Wasungen gehört zum Pfarrbereich Wasungen im Kirchenkreis Meiningen der Evangelischen Kirche in Mitteldeutschland.

## Beschreibung
Das Kirchenschiff der Saalkirche wurde zwischen 1584 und 1596 erbaut, der Chor mit einem 3/8-Schluss nach Südosten erst 1600. Die Sakristei in der Südostecke wurde 1609 angebaut. Der Kirchturm auf quadratischem Grundriss mit Resten des Mauerwerks des geosteten Vorgängerbaus von 1230 steht seitlich im Norden. 1708 erhielt der Turm einen achtseitigen Aufsatz, auf dem eine geschweifte Haube sitzt, darüber eine offene Laterne, bekrönt mit einer Turmkugel. 
Der mit einem hölzernen Tonnengewölbe überspannte Innenraum hat dreiseitig umlaufende doppelstöckige Emporen. Die Kirchenausstattung ist um 1700 entstanden, das steinerne Taufbecken bereits 1609. In der Kirche befinden sich drei Gemälde der letzten Henneberger Grafen. Im Chor wurden 1906 farbige Fenster eingebaut. Die Orgel mit 17 Registern, verteilt auf zwei Manuale und Pedal, wurde 1961 von Jehmlich Orgelbau Dresden gebaut.